# Entoniscus japonicus
Entoniscus japonicus är en kräftdjursart som beskrevs av Sueo M. Shiino 1942. Entoniscus japonicus ingår i släktet Entoniscus och familjen Entoniscidae.
Artens utbredningsområde är havet kring Japan. Inga underarter finns listade i Catalogue of Life.